# 皮伊和沙尔博
皮伊和沙尔博（法語：Puilly-et-Charbeaux，法語發音：[pyji e ʃaʁbo]）是法国大東部大區阿登省的一个市镇，属于色当区。该市镇于1828年由原市镇皮伊（Puilly）和沙尔博（Charbeaux）合并而成。

## 地理
皮伊和沙尔博（49°37'49"N, 5°16'15"E）面积18.29 平方千米，位于法国大東部大區阿登省，该省份为法国北部内陆省份，西接埃纳省，南至马恩省，东临默兹省，北与比利时接壤。
与皮伊和沙尔博接壤的市镇（或旧市镇、城区）包括：欧弗朗斯、布拉尼、莱德维尔、弗罗米、利奈、莫格、穆瓦里。

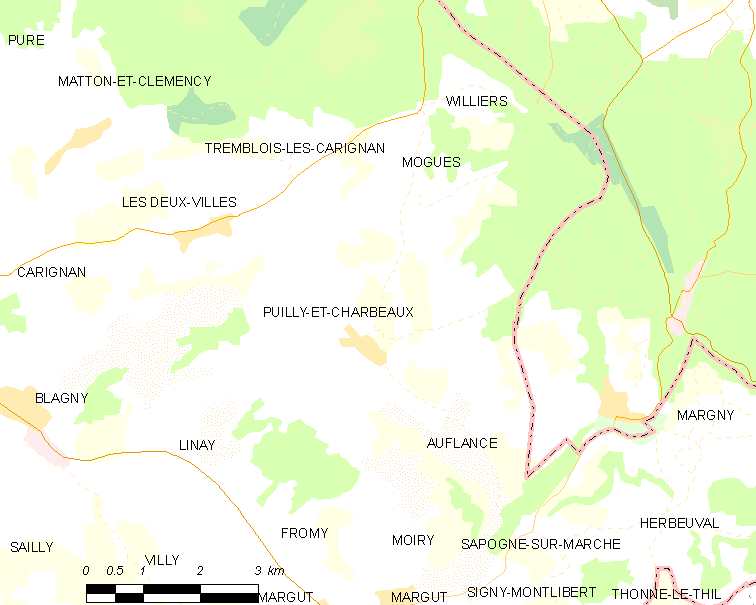
皮伊和沙尔博的OSM定位图

皮伊和沙尔博的时区为UTC+01:00、UTC+02:00（夏令时）。

## 行政
皮伊和沙尔博的邮政编码为08370，INSEE市镇编码为08347。

## 政治
皮伊和沙尔博所属的省级选区为卡里尼昂县。

## 人口

1962-2008年间皮伊和沙尔博人口变化图示

皮伊和沙尔博于2022年1月1日时的人口数量为218人。